# Royal Montserrat Defence Force
La Royal Montserrat Defence Force (Reial Força de Defensa de Montserrat) és la unitat de defensa domèstica del Territori Britànic d'Ultramar de Montserrat. Aixecada el 1899, la unitat és avui una força reduïda d'uns quaranta soldats voluntaris, principalment preocupats per la defensa civil i els deures cerimonials. La unitat té una associació històrica amb les Guàrdies Irlandeses. El comandant actual és el major Alvin Ryan, que es va fer càrrec del desaparegut capità Horatio Tuitt. Com a Territori Britànic d'Ultramar, la defensa de Montserrat continua sent la responsabilitat del Regne Unit.